# Homélie pascale de Jean Chrysostome
L'Homélie pascale (ou Sermon pascal. En grec ancien : κατηχητικὸς λόγος, Homélie catéchétique,) de Jean Chrysostome est lue à haute voix au matin du dimanche de Pâques dans les Églises d'Orient – Églises orthodoxes et Églises catholiques de rite byzantin. Selon la tradition de l'Église, l'homélie pascale s'écoute debout ; certaines parties réclament les réponses des fidèles.

## L'Homélie pascale
Que tout homme pieux et ami de Dieu jouisse de cette belle et lumineuse solennité !

Que tout serviteur fidèle entre joyeux dans la joie de son Seigneur !

Que celui qui s’est donné la peine de jeûner reçoive maintenant le denier qui lui revient !

Que celui qui a travaillé dès la première heure reçoive à présent son juste salaire !

Si quelqu’un est venu après la troisième heure, qu’il célèbre cette fête dans l’action de grâces !

Si quelqu’un a tardé jusqu’à la sixième heure, qu’il n’ait aucune hésitation, car il ne perdra rien !

S’il en est un qui a différé jusqu’à la neuvième heure, qu’il approche sans hésiter !

S’il en est un qui a traîné jusqu’à la onzième heure, qu’il n’ait pas honte de sa tiédeur.

Car le Maître est généreux, il reçoit le dernier aussi bien que le premier.

Il admet au repos celui de la onzième heure comme l’ouvrier de la première heure.

Du dernier il a pitié et il prend soin du premier ; à celui-ci il donne, à l’autre il fait grâce.

Il agrée les œuvres et reçoit avec tendresse la bonne volonté. Il honore l’action et loue le bon propos.

Ainsi donc, entrez tous dans la joie de votre Seigneur et, les premiers comme les seconds, vous recevrez la récompense.

Riches et pauvres, mêlez-vous, abstinents et paresseux, pour célébrer ce jour.

Que vous ayez jeûné ou non, réjouissez-vous aujourd’hui.

La table est préparée, goûtez-en tous ; 

le veau gras est servi, que nul ne s’en retourne à jeun.

Goûtez tous au banquet de la foi, au trésor de la bonté.

Que nul ne déplore sa pauvreté, car le Royaume est apparu pour tous.

Que nul ne se lamente sur ses fautes, car le pardon a jailli du tombeau.

Que nul ne craigne la mort, car celle du Sauveur nous en a délivrés : 

Il l’a fait disparaître après l’avoir subie.

Il a dépouillé l’Hadès, celui qui à l'Hadès est descendu.

Il l’a rempli d’amertume pour avoir goûté de sa chair ! Et cela, Isaïe l’avait prédit : « l’Hadès fut irrité lorsque sous terre il t’a rencontré » ;

Irrité, parce que détruit !

Irrité, parce que tourné en ridicule !

Irrité, parce qu’enchaîné !

Irrité, parce que réduit à la mort !

Irrité, parce qu’anéanti !

Il avait pris un corps et s’est trouvé devant un Dieu.

Ayant pris de la terre, il rencontra le Ciel.

Ayant pris ce qu’il voyait, il est tombé à cause de ce qu’il ne voyait pas.

Ô Mort, où est ton aiguillon ?

Ô Hadès, où est ta victoire ?

Le Christ est ressuscité, et toi-même es terrassé.

Le Christ est ressuscité, et les démons sont tombés.

Le Christ est ressuscité, et les Anges sont dans la joie.

Le Christ est ressuscité, et voici que règne la vie.

Le Christ est ressuscité, et il n’est plus de mort au tombeau.

Car le Christ est ressuscité des morts, prémices de ceux qui se sont endormis.

À lui gloire et puissance dans les siècles des siècles.

Amen.

## Sources
- (en) Cet article est partiellement ou en totalité issu de l’article de Wikipédia en anglais intitulé « Paschal Homily » (voir la liste des auteurs).
- Traduction française autorisée de l'Homélie pascale de Jean-Chrysostome du site Orthodoxologie.